# 無蓋車

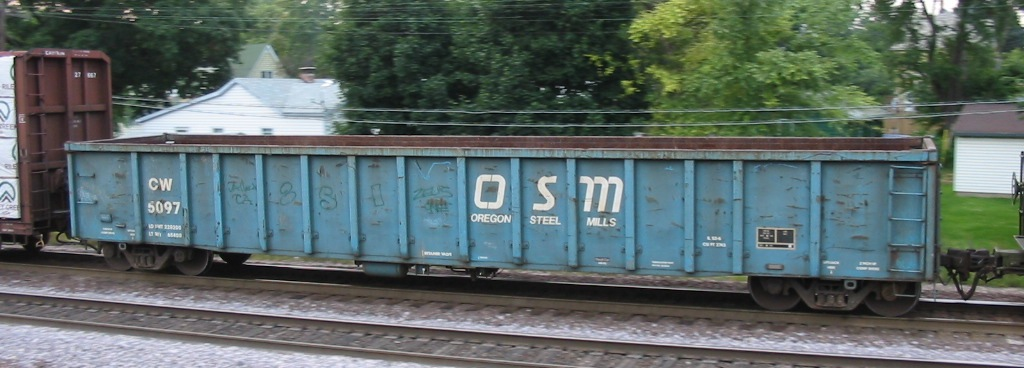
アメリカの無蓋貨車（イリノイ州ロシェル）

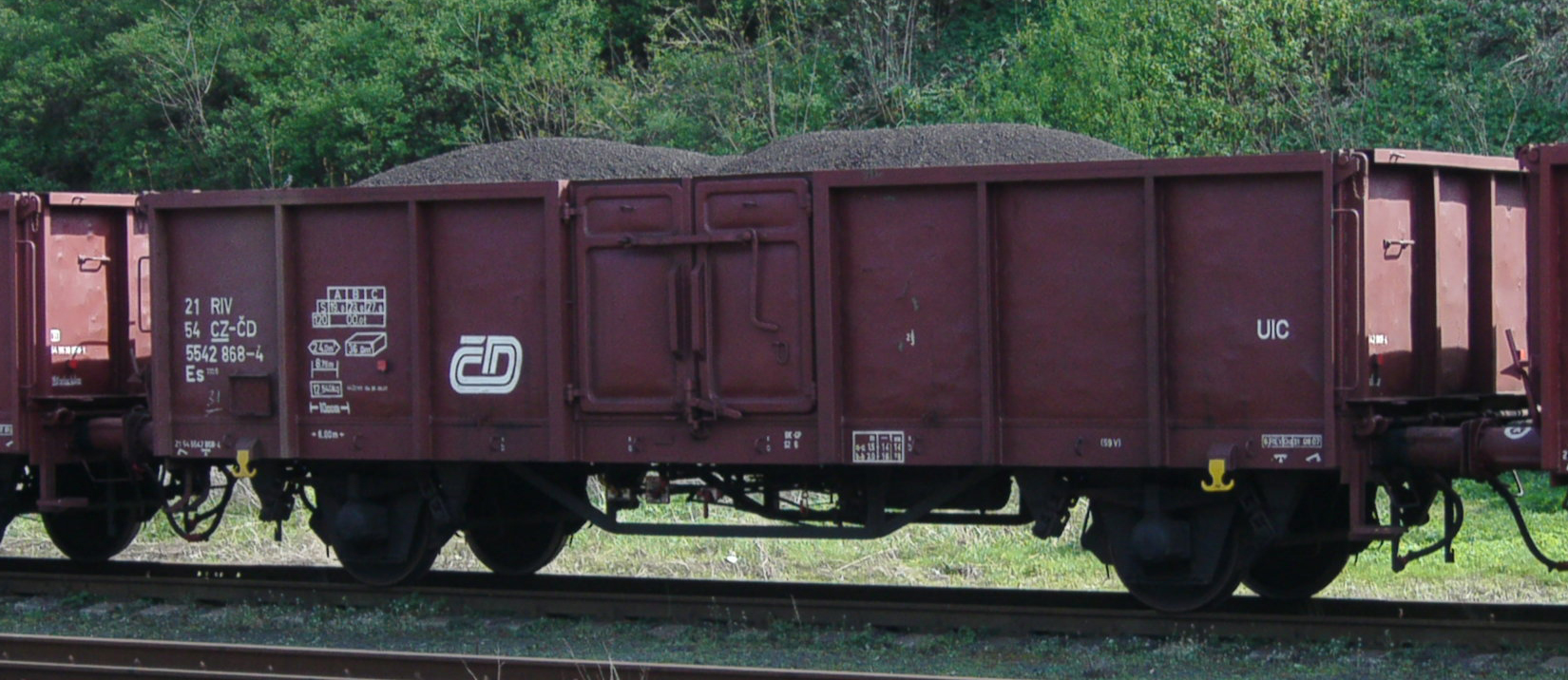
チェコ鉄道の2軸無蓋貨車

無蓋車（むがいしゃ、英語 Open Wagon）は、貨車の一種である。対義語は有蓋車である。
旧日本国有鉄道および日本貨物鉄道（JR貨物）の記号はトラック（Truck）の「ト」。

## 概要

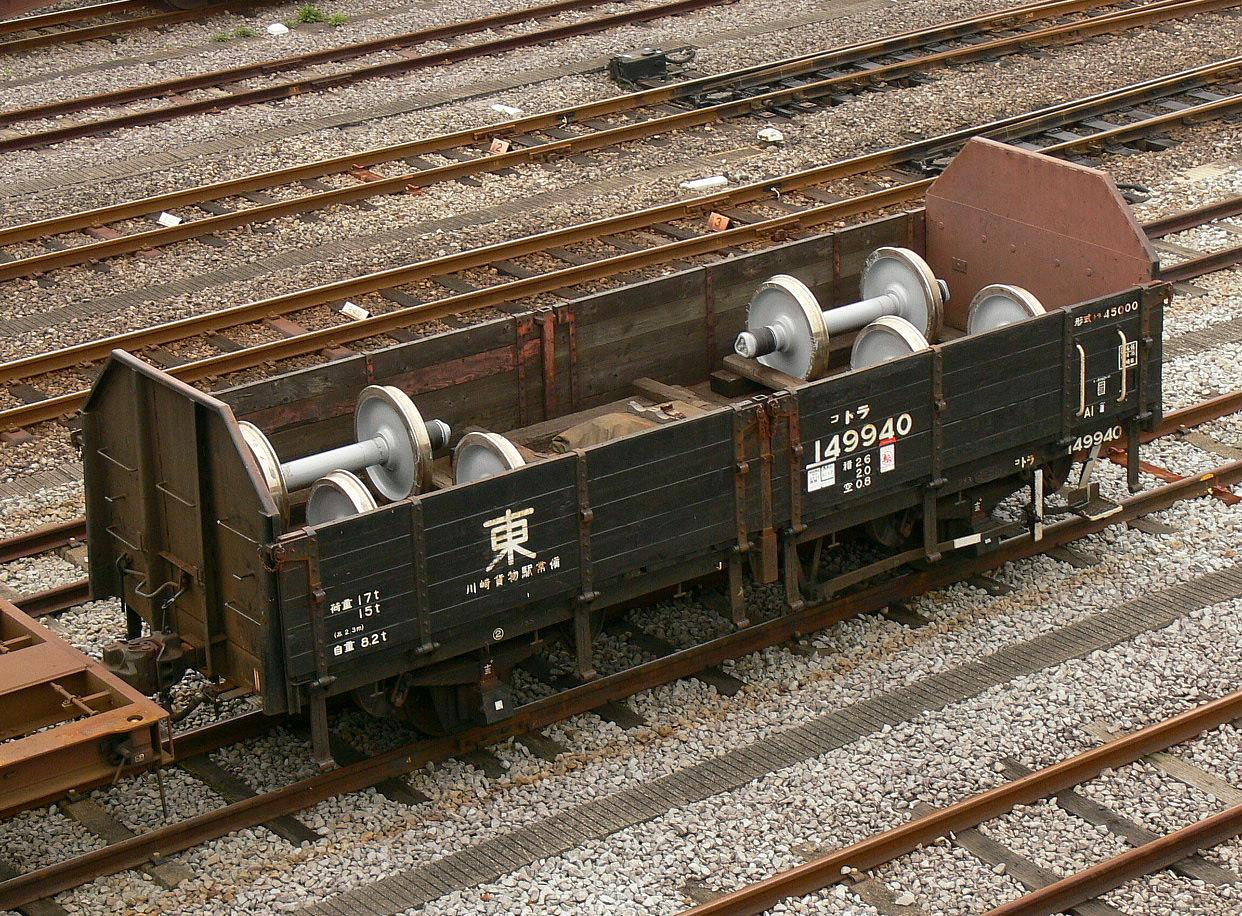
JR貨物のトラ45000形　画像のように車両の車輪などの輸送にも使用される

砂利・鉱石・木材などの雨に濡れてもかまわない積荷を運ぶのに用いられる。広義では大物車、長物車、土運車、車運車、コンテナ車も含まれ、これらは無蓋車から派生した車種である。
無蓋車には汎用貨車として製作されたものと物資別適合貨車として製作されたものがある。
汎用貨車として製作されたものは側面はあおり戸を持ち、幌のないトラックとほぼ同じで妻面は上角なしの6角形になっている。
物資別適合貨車として製作されたものは木材チップ、鉄鋼コイル、原木、板ガラスなどを専用とする貨車が存在した。これらの中には屋根を持つ車両もあるが、便宜上、無蓋車に分類されている。トラ90000形は上部に金網を取り付けたもので、紙の材料であるチップを輸送するためにつくられた。私有貨車のトキ25000形も亜鉛焼鉱専用として物資別適合貨車としている。
無蓋車の中には、シートを掛けることで有蓋車代用となる車両（トラ25000形）も存在した。
国鉄末期にはトロッコ列車用に改造された車両もあった。

## 日本国内の主な形式

### 日本国有鉄道・JR

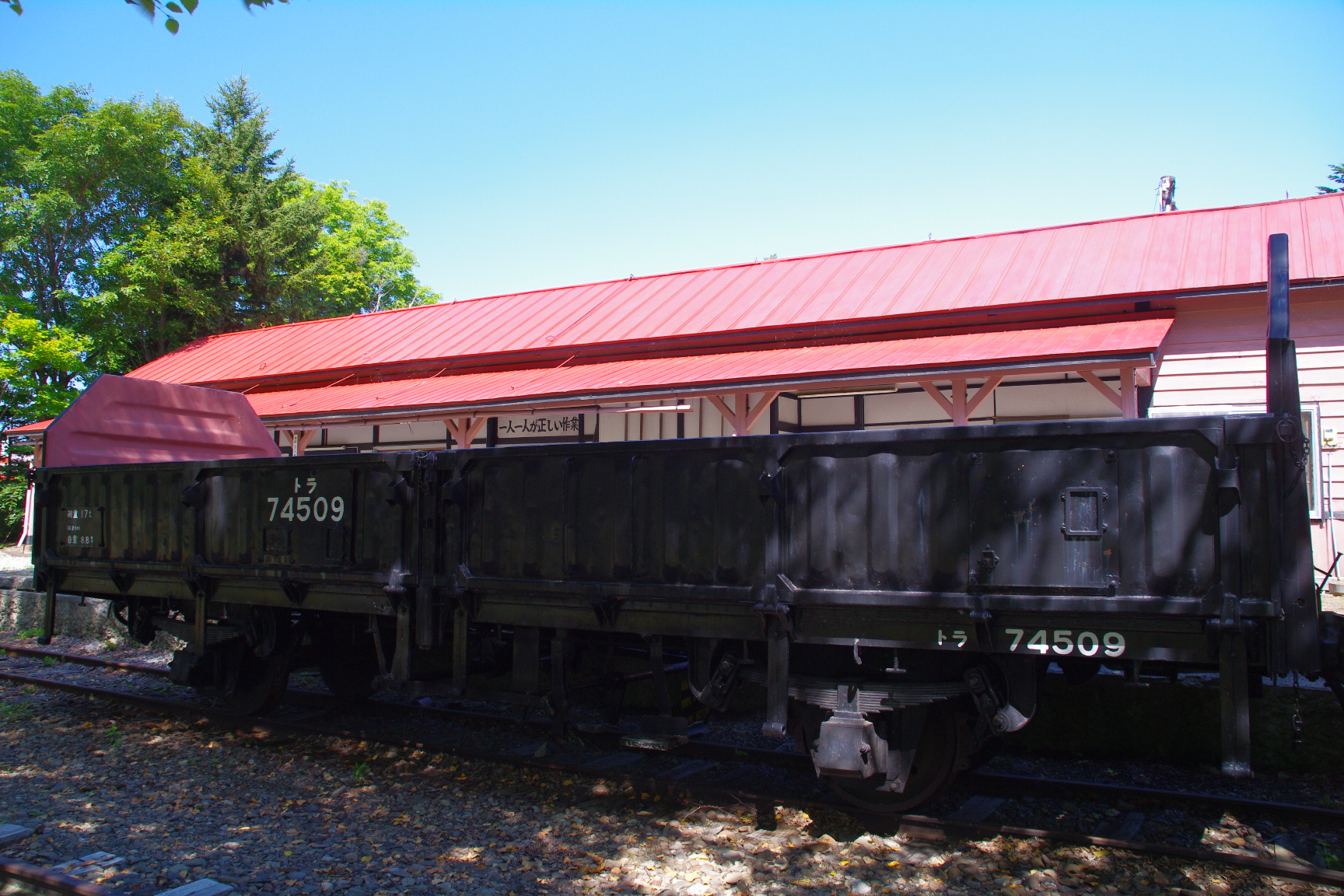
トラ70000形

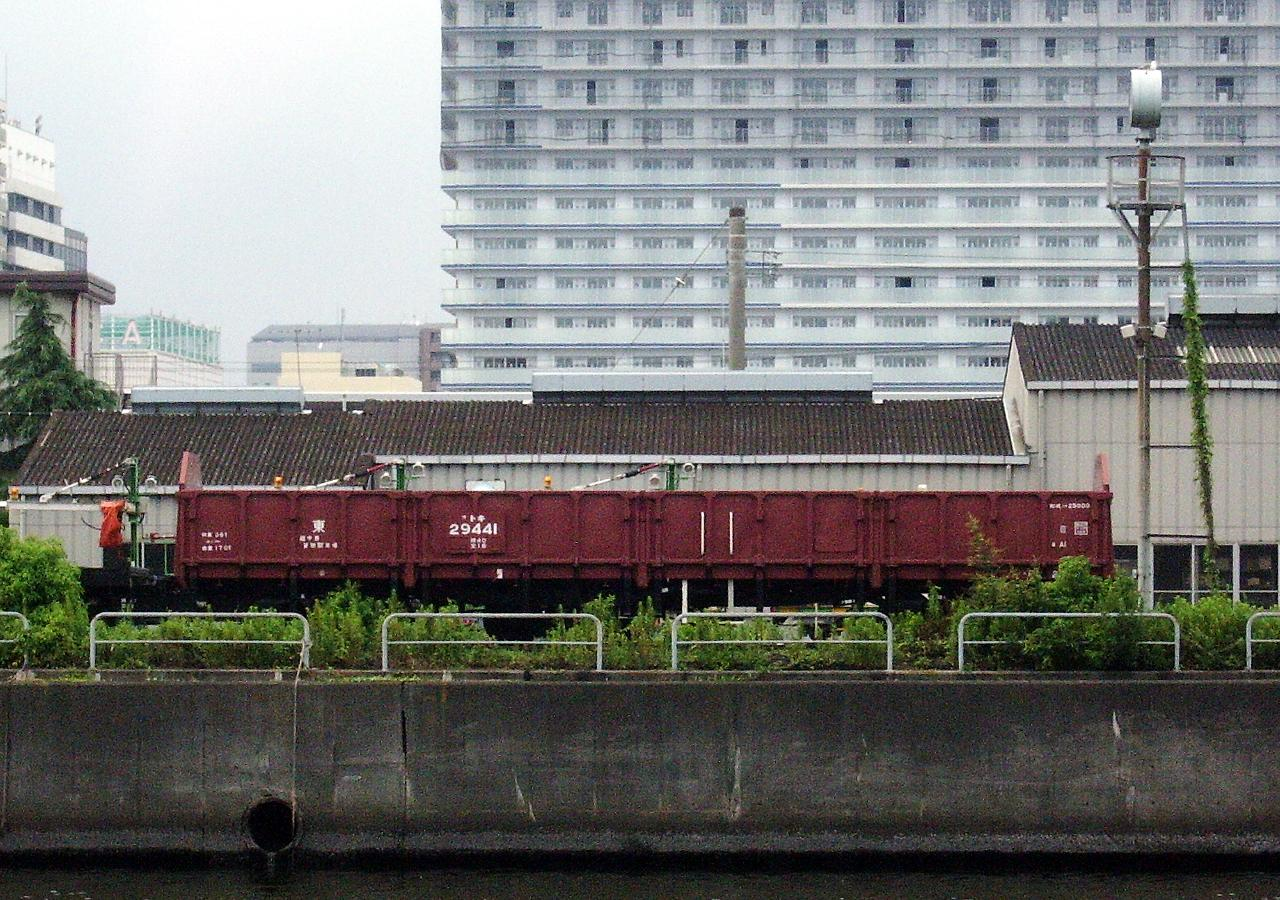
トキ25000形

- トム60000形
- トラ1形
- トラ4000形
- トラ5000形
- トラ6000形
- トラ25000形
- トラ30000形
- トラ35000形
- トラ40000形
- トラ45000形
- トラ55000形
- トラ70000形
- トラ90000形
- トキ900形
- トキ15000形
- トキ25000形

### 私鉄

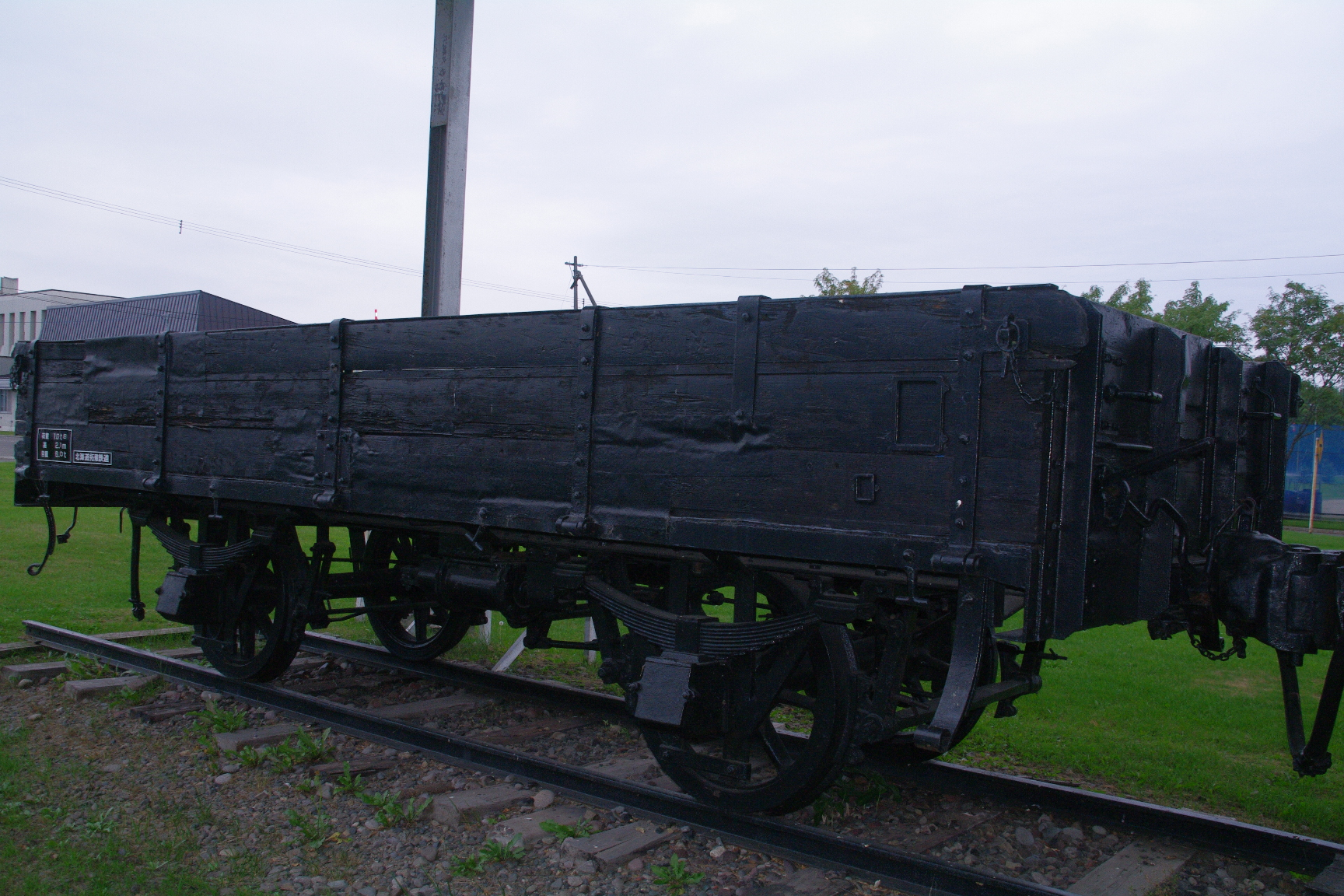
北海道拓殖鉄道の無蓋貨車

#### 京成電鉄
- トキ20形

#### 相模鉄道
- トフ400形
- トム260形
- トム600形

#### 秩父鉄道

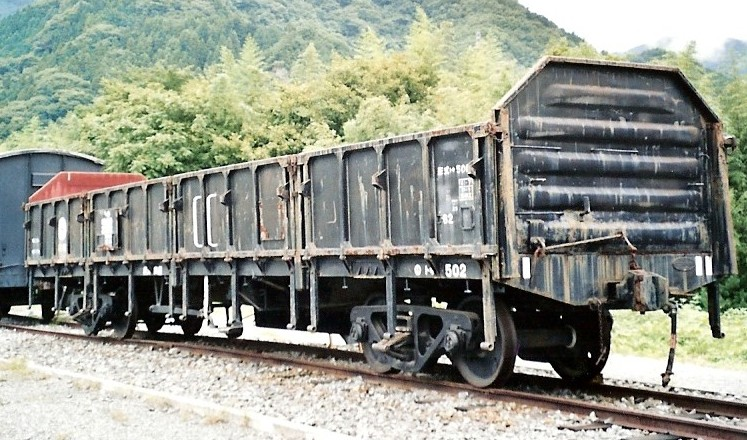
トキ500形

- トキ500形

#### 大井川鐵道

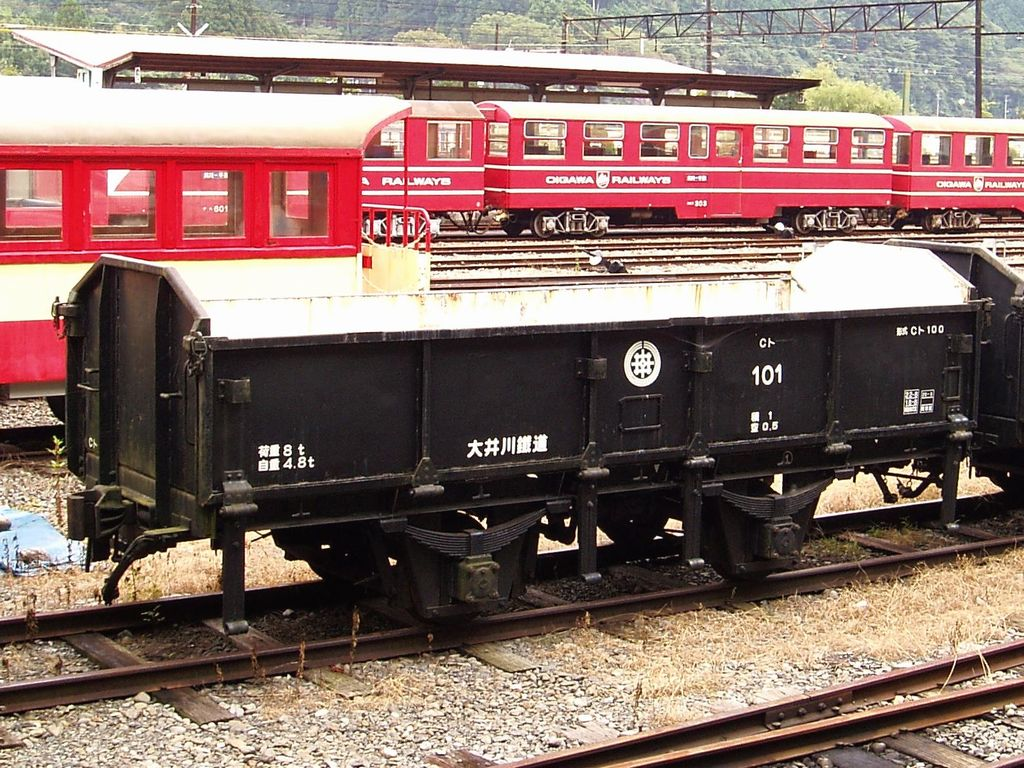
cト100形

- cト100形
- cトキ200形

#### 北恵那鉄道
- ト101形

#### 名古屋鉄道
- ト1形
- ト200形
- トフ30形
- トラ70形

#### 黒部峡谷鉄道
- ト形
- オト形
- ハト形